# Inverhuron
Inverhuron è un villaggio situato nella provincia canadese  dell'Ontario. La comunità è costituita da 200 residenti permanenti e 400 stagionali.
Inverhuron si trova sulla riva del lago Huron, a est dell'Autostrada 21 e della città di Tiverton. Il villaggio si trova a metà strada tra Port Elgin e Kincardine.
Inverhuron fa parte della Municipalità di Kincardine ed è il sito della centrale nucleare di Bruce, il più grande impianto nucleare in Nord America, e il secondo più grande del mondo dopo quello di Kashiwazaki-Kariwa in Giappone.